# Masia del Gravat
Masia del Gravat és una masia de Florejacs, al municipi de Torrefeta i Florejacs (Segarra), inclosa a l'Inventari del Patrimoni Arquitectònic de Catalunya.

## Descripció
Conjunt d'edificis, un que tenia funció d'habitatge i altres agrícola i ramadera.
L'edifici principal consta de quatre façanes i tres plantes. A la façana principal (Nord), a la planta baixa, hi ha una entrada amb porta metàl·lica de doble batent. A la seva dreta hi ha una finestra. A la planta següent hi ha un balcó amb barana de ferro i, a la seva dreta, hi ha una finestra. Al darrer pis hi ha dues finestres petites. La façana Oest, està coberta per un edifici adjunt. La façana sud té un llarg balcó amb barana de ferro a la segona planta, al qual s'accedeix per dues portes de fusta amb vidriera. A l'esquerra de la façana hi ha una finestra. A la planta següent hi ha tres finestres, i a sobre una altra. A la façana est hi ha una finestra al darrer pis. La coberta és de dos vessants (est-oest), acabada en teules.
Hi ha diversos edificis annexos. El primer a descriure és el que es troba adjunt a la casa per la façana oest, que el podríem definir com una prolongació de la casa. Té una entrada amb porta de fusta a la cara oest, que dona al darrer pis, i una petita finestra al costat.
Just davant de la façana principal de la casa se'n troba un altre que té dues plantes. Té una entrada a la façana que dona just davant de la casa. A la façana que dona a l'entrada del recinte, té una gran obertura a la segona planta. A la façana oest, l'oposada a l'anterior, té una entrada que dona al darrer pis. La coberta és de dos vessants (Sud-Nord), acabada en teules.
Un altre edifici és el que el veiem just en arribar, té dues plantes i presenta entrades tant a la façana nord (planta baixa) com a la sud (segona planta). La coberta és de dos vessants (Est-Oest), acabada en teules.
Hi ha un altre edifici, també de dues plantes, que dona just davant de la façana sud de l'edifici principal.
Destacar que tant la façana sud com la nord de l'edifici principal, estant envoltats per murs que tanquen el recinte.
S'hi arriba pel camí de Florejacs a les Pallargues, a uns 3 km de Florejacs.